# 행복한 두시 조성모입니다
행복한 두시 조성모입니다는 KBS 해피FM에서 2016년 4월 25일부터 2018년 9월 30일까지 2년간 조성모의 진행으로 방송했던 라디오 프로그램이다.

## 역대 방송시간
| 방송 채널  | 방송 기간                         | 방송 시간                  |
| ---------- | --------------------------------- | -------------------------- |
| KBS 해피FM | 2016년 4월 25일 ~ 2017년 2월 19일 | 매일 오후 2:05 ~ 오후 4:00 |
| KBS 해피FM | 2017년 2월 20일 ~ 2018년 9월 30일 | 매일 오후 2:00 ~ 오후 4:00 |